# Richard Holbrooke
Richard Charles Albert Holbrooke (24. dubna 1941 New York – 13. prosince 2010 Washington, D.C.) byl americký diplomat, bankéř, člen Mírových sborů a novinář. Pro tvrdý a energický způsob vedení diplomatických jednání získal přezdívky Buldozer a Zuřící býk.

## Osobní život
Narodil se v New Yorku roku 1941 do židovské rodiny. Matka Trudi Kearlová (rozená Moosová) měla německé židovské kořeny. V roce 1933 uprchla s rodinou z Hamburku do Buenos Aires a následně do Spojených států. Otec, lékař Dan Holbrooke byl součástí ruské židovské rodiny žijící ve Varšavě. Nové příjmení Holbrooke přijal až po příchodu do USA. Zemřel na rakovinu, když bylo synovi patnáct let.
V roce 1962 ukončil Richard Holbrooke studium oborů mezinárodní vztahy a němčina na Brownově univerzitě a roku 1970 postgraduální program na Princeton University.
Byl třikrát ženatý, měl dva syny. Třetí manželkou se v roce 1995 stala původem maďarská emigrantka, americká spisovatelka a novinářka Kati Martonová.

## Diplomatická kariéra
Stal se jediným Američanem, který vykonával funkci tajemníka ministra zahraničí pro dva různé světové regiony – v letech 1977 až 1981 pro východní Asii a Tichomoří a v období 1994 až 1996 pro Evropu. Později, za vlády prezidenta Baracka Obamy, byl zvláštním vyslancem pro Afghánistán a Pákistán.
Diplomacii se věnoval od 21 let, nejprve ve Vietnamu a Maroku. V letech 1993 až 1994 byl americkým velvyslancem v Německu. Světové proslulosti dosáhl, když společně se švédským ministrem zahraničí Carlem Bildtem vyjednal Daytonskou mírovou dohodu mezi bojujícími frakcemi války v Bosně v roce 1995. Bývalý bosenskosrbský vůdce Radovan Karadžić ho později obvinil, že dohodu prosadil výměnou za záruky beztrestnosti pro něj (Karadžiče), Holbrooke to odmítl.
V roce 1997 patřil mezi kandidáty na post ministra zahraničí, odcházejícího Warrena Christophera, kterého nakonec nahradila Madeleine Albrightová. V letech 1999 až 2001 zastával post velvyslance USA při OSN.
V roce 2004 se stal poradcem senátora Johna Kerryho v jeho prezidentské volební kampani, podobně byl o čtyři roky později poradcem v prezidentské kampani Hillary Clintonové.
22. ledna 2009 byl jmenován zvláštním vyslancem pro Pákistán a Afghánistán podřízeným prezidentu Obamovi a ministryni zahraničí Hillary Clintonové, ve funkci setrval až do své smrti.
Za svého života získal celkem sedm nominací na Nobelovu cenu míru.

## Vyznamenání
- komtur Řádu rumunské hvězdy – Rumunsko, 2000[4]
- velkodůstojník Řádu litevského knížete Gediminase – Litva, 2002[5]
- velký záslužný kříž Záslužného řádu Spolkové republiky Německo – Německo, 2002
- velkodůstojník Řádu za zásluhy Polské republiky – Polsko, 2002[6]
- velkokříž Řádu prince Jindřicha – Portugalsko, 23. června 2004[7]
- Vítězný řád svatého Jiří in memoriam – Gruzie, 16. prosince 2010[8]

## Citáty
| „                                                                 | Evropa si bude pamatovat jeho historickou roli především díky tomu, že na Balkán vrátil mír. | “ |
| — Catherine Ashtonová, ministryně zahraničních věcí Evropské unie |                                                                                              |   |